# Robert Ndrenika
Robert Ndrenika (ur. 10 stycznia 1942 w Tiranie) – albański aktor i polityk.

## Życiorys
W 1964 ukończył studia w Wyższej Szkole Aktorskiej im. Aleksandra Moisiu i rozpoczął pracę w Teatrze Skampa w Elbasanie, aby w roku 1971 przenieść się do Teatru Młodzieżowego, działającego przy Instytucie Sztuk w Tiranie. W 1973 rozpoczął pracę w Teatrze Ludowym w Tiranie, którym kierował w latach 1991–1992. W roku 1966 zadebiutował w filmie. Ma na swoim koncie ponad 30 ról filmowych. Równolegle prowadził zajęcia na wydziale aktorskim Instytutu Sztuk w Tiranie. W 1996 roku przeszedł na emeryturę.
W roku 1990 zaangażował się w działalność polityczną. W wyborach 1992 zdobył mandat deputowanego z okręgu Elbasan do parlamentu albańskiego, reprezentując Demokratyczną Partię Albanii.
W 1979 został uhonorowany tytułem Zasłużonego Artysty (alb. Artist i Merituar), a w 1988 Artysty Ludu (alb. Artist i Popullit). 8 czerwca 2012 z rąk prezydenta Bamira Topiego otrzymał Order Nderi i Kombit (Honor Narodu).

## Role filmowe
- 1966: Oshëtime në bregdet (Szum morza) jako Gjergji
- 1968: Horizonte të hapura (Otwarte horyzonty) jako Azem
- 1970: I teti ne bronz jako Xhemal
- 1972: Kapedani jako oficer
- 1972: Kryengritje në pallat (Bunt w mieszkaniu) jako ojciec
- 1972: Odiseja e tifozave (Perypetie kibiców)
- 1974: Shtigje të luftës (Ścieżki wojny) jako Shaban
- 1974: Duke kërkuar pesëorëshin jako Zeqo
- 1974: Rruge te bardha (Białe drogi) jako Gani
- 1977: Shëmbja e idhujve
- 1978: Koncert në vitin 1936 (Koncert w roku 1936) jako podprefekt
- 1979: Ditët që sollën pranverën jako Beshari
- 1979: Emblema e dikurëshme (TV) jako Hil Minga
- 1979: Mësonjëtorja jako Kocka
- 1979: Ne shtepine tone jako Ojciec
- 1980: Nje shoqe nga fshati (Towarzyszka ze wsi) jako Agush Kalemi
- 1980: Pas vdekjes jako Zenel
- 1980: Vellezer dhe shoke jako Sokrat
- 1982: Besa e kuqe jako Gjon
- 1982: Era e ngrohtë e thellësive (TV) jako ojciec Arbena
- 1982: Nëntori i dytë (Drugi Listopad) jako Hakiu
- 1983: Kohë e largët jako Anastas Grigori
- 1984: Nxenesit e klases sime jako Kristofor
- 1984: Vendimi jako Reshter
- 1984: Shirat e vjeshtës jako Sotir
- 1985: Gurët e shtëpisë sime jako mąż Vito
- 1985: Tre njerëz me guna jako Riza
- 1987: Dhe vjen një ditë jako Zenun
- 1987: Përralle Nga e Kaluara (Baśń z przeszłości-) jako Vangjel
- 1987: Vrasje ne gjueti jako Aleko
- 1987: Botë e padukshme jako Iliaz
- 1989: Edhe kështu edhe ashtu jako towarzysz Sotir
- 1997: Bolero jako ojciec
- 2001: Parullat (Hasła) jako Llesh
- 2001: Tirana, viti 0 (Tirana, rok zero) jako Kujtim, ojciec Klary
- 2002-2003: Njerëz dhe Fate
- 2004: Ishte koha për dashuri (Był czas na miłość) jako ojciec Floriego
- 2004: Tifozet (Kibice) jako Dyli
- 2009: Ne dhe Lenini jako Zenel Batha
- 2009: Kronike provinciale
- 2022: Bolero në vilën e pleqve jako Irfan